# Сардинья ассада
Сардинья ассада або сардинья-на-грелья (порт. Sardinha assada, sardinha na grelha) — традиційна друга страва португальської кухні. Перекладається як «смажені сардини» чи «сардина на грилі».

## Історія
Перша письмова згадка про приготування сардин сягає XVI століття. Втім вважається, що португальські рибалки виловлювали та готували їх з початку атлантичних подорожей, тобто десь з середини XV століття або навіть раніше.
Вважається однією з найсмачніших страв в португальській кухні, з численними рецептами їх приготування, проте найбільш вживаною є сардина, обсмажена на грилі. За цього вона збільшується у розмірі.
Сьогодні в Португалії цю страву готують скрізь, особливо під час різних свят, насамперед влітку.

## Приготування
Непатрані сардини, краще щойно виловлені, пересипати великою сіллю, тримати на льоду або в холодильнику протягом 0,5 години. Потім кладуть їх на подвійну решітку впритул над вугіллям, без полум'я, обсмажуючи на слабкому вогні протягом 5 хвилин з кожного боку. Як гарнір додають смажений на грилі перець та варена картопля. Вживають з білим сухим вином.
Також цю страву можна використовувати в якості закуски — смажену сардину кладуть на шматок хліба, щоб смаки та жир риби всмокталися у хліб.